# Allon-Plan

Der Allon-Plan ohne spätere weitere Zugeständnisse: Die blauen Gebiete sollten an Israel angegliedert werden, die grünen Gebiete an Jordanien zurückgegeben werden oder als Basis für einen palästinensischen Staat dienen.

Der Allon-Plan ist ein im November 1967 vom stellvertretenden Ministerpräsidenten Israels, Jigal Allon, vorgestelltes Konzept zur Besiedlung des Westjordanlandes (Westbank).
Der Plan wurde noch erweitert und lag 1970 in der Endfassung vor, er beinhaltete im Wesentlichen zwei große Punkte:
- Das Jordantal, Ostjerusalem und Umgebung, die judäische Wüste vom Toten Meer bis Hebron sowie das Gebiet von Gusch Etzion sollten israelisch besiedelt und Teil des israelischen Staatsgebietes werden, aus militärischen und religiös-nationalen Gründen. Jerusalem sollte mit dem arabischen Ostteil vereint werden und wegen seiner für das Judentum einzigartigen religiösen Stätten die sogenannte „ewige und ungeteilte Hauptstadt Israels“ bilden.
- Die dicht arabisch besiedelten Bergrücken im Norden und Süden der Westbank sollten arabisch bleiben. Zunächst wurde hier die Bildung eines arabisch-palästinensischen Kleinstaates favorisiert, jedoch kam die israelische Regierung schnell zu der Überzeugung, diese Gebiete einschließlich eines Korridors bei Jericho Jordanien als Basis für Friedensverhandlungen anzubieten. König Hussein lehnte den israelischen Vorschlag Ende September 1968 ab mit der Begründung, die Lösung könne er seinem Volk nicht erklären, wenn sie dem „arabischen Bewusstsein“ nicht akzeptabel sei.

Ein weiterer Unterpunkt des Plans war die Errichtung eines drusischen Pufferstaates im syrischen Gouvernement al-Quneitra auf den israelisch besetzten Golanhöhen. Heute ist dieses Gebiet von Israel annektiert.
Der israelische Autor Avi Shlaim verweist auf spätere Interviews mit König Hussein I., in denen das israelische Angebot auf 98 % des Westjordanlands ausgeweitet worden sein soll, die damit verbundenen Bedingungen von Hussein jedoch abgelehnt wurden.

“I was offered the return of something like 90 plus percent of the territories, 98 percent even, excluding Jerusalem, but I couldn’t accept. As far as I am concerned, it was either every single inch that I was responsible for or nothing.”

„Mir wurde die Rückgabe von über 90 Prozent der Gebiete angeboten, sogar 98 Prozent ohne Jerusalem, aber ich konnte es nicht annehmen. Was mich betrifft war ich entweder für jeden Zentimeter verantwortlich oder für keinen einzigen.“